# Peter Turnbull
Peter Turnbull (Rotherham, 23 ottobre 1950) è uno scrittore britannico specializzato in letteratura gialla.

## Biografia
Peter John Turnbull nasce il 23 ottobre 1950 a Rotherham, nel South Yorkshire, dall'ingegnere John Colin e dall'infermiera Patricia Turnbull.
Dopo aver frequentato il Richmond College of Fine Arts, ottiene un B.A. nel 1974 all'Anglia Ruskin University, un M.A. all'Università di Huddersfield e una specializzazione in assistenza sociale all'Università di Cardiff.
Dopo aver lavorato come assistente sociale governativo, operaio metallurgico, sviluppatore presso diverse istituzioni e collaboratore in un crematorio, nel 1995 diventa scrittore a tempo pieno.
Autore di numerosi romanzi polizieschi, nel 2012 il suo racconto The Man Who Took His Hat Off to the Driver of the Train pubblicato sull'Ellery Queen Mystery Magazine riceve il Premio Edgar per il miglior racconto breve.

## Opere

### Serie P. Division
- Deep and Crisp and Even (1981)
- Dead Knock (1982)
- Fair Friday (1983)
- Big Money (1984)
- Two Way Cut (1988)
- Condition Purple (1989)
- And Did Murder Him (1991)
- Long Day Monday (1992)
- The Killing Floor (1994)
- The Man With No Face (1998)

### Serie Hennessey & Yellich
- Fear of Drowning (1999)
- Deathtrap (2000)
- Perils and Dangers (2001)
- The Return (2001)
- After the Flood (2002)
- Dark Secrets (2002)
- All Roads Leadeth (2003)
- Treasure Trove (2003)
- The Dance Master (2004)
- Hopes and Fears (2004)
- The Chill Factor (2005)
- The Legacy (2005)
- False Knight (2006)
- Fire Burn (2006)
- Chelsea Smile (2007)
- Once a Biker (2007)
- No Stone Unturned (2007)
- Turning Point (2008)
- Informed Consent (2009)
- Deliver Us from Evil (2010)
- Aftermath (2010)
- The Altered Case (2012)
- Gift Wrapped (2013)
- A Dreadful Past (2016)
- Cold Wrath (2018)

### Serie Harry Vicary
- Improving the Silence (2009)
- Deep Cover (2011)
- The Garden Party (2012)
- Denial of Murder (2014)
- In Vino Veritas (2015)

### Altri romanzi
- The Claws of the Gryphon (1986)
- The Justice Game (1990)
- Bambini in gabbia (Embracing Skeletons, 1996), Padova, Meridianozero, 2000 traduzione di Lidia Perria ISBN 88-8237-023-2.
- Reality Checkpoint (2004)
- Sweet Humphrey (2005)
- The Trophy Wife (2005)

### Racconti
- The Man Who Took His Hat Off to the Driver of the Train (2011)
- The Long Shadow (2012)
- Karen Ovenhouse and the Ruin Snooper (2012)
- Mort Main (2013)
- Pancras Sullivan (2014)
- The Mushroom Picker (2014)
- The False Knight (2015)
- Like Jack (2015)

## Premi e riconoscimenti
- Premio Edgar per il miglior racconto breve: 2012 con The Man Who Took His Hat Off to the Driver of the Train